# Jardin du Miage
Le Jardin du Miage est un site naturel d'Italie situé dans le Val Vény, au pied du massif du Mont-Blanc, en amont de Courmayeur, à environ 1 900 mètres d'altitude. Il s'agit d'une zone naturelle, boisée, non habitée, encadrée par les moraines frontales des deux langues terminales du glacier du Miage. Il abrite un petit lac, le lac du Jardin du Miage.